# Ranunculus

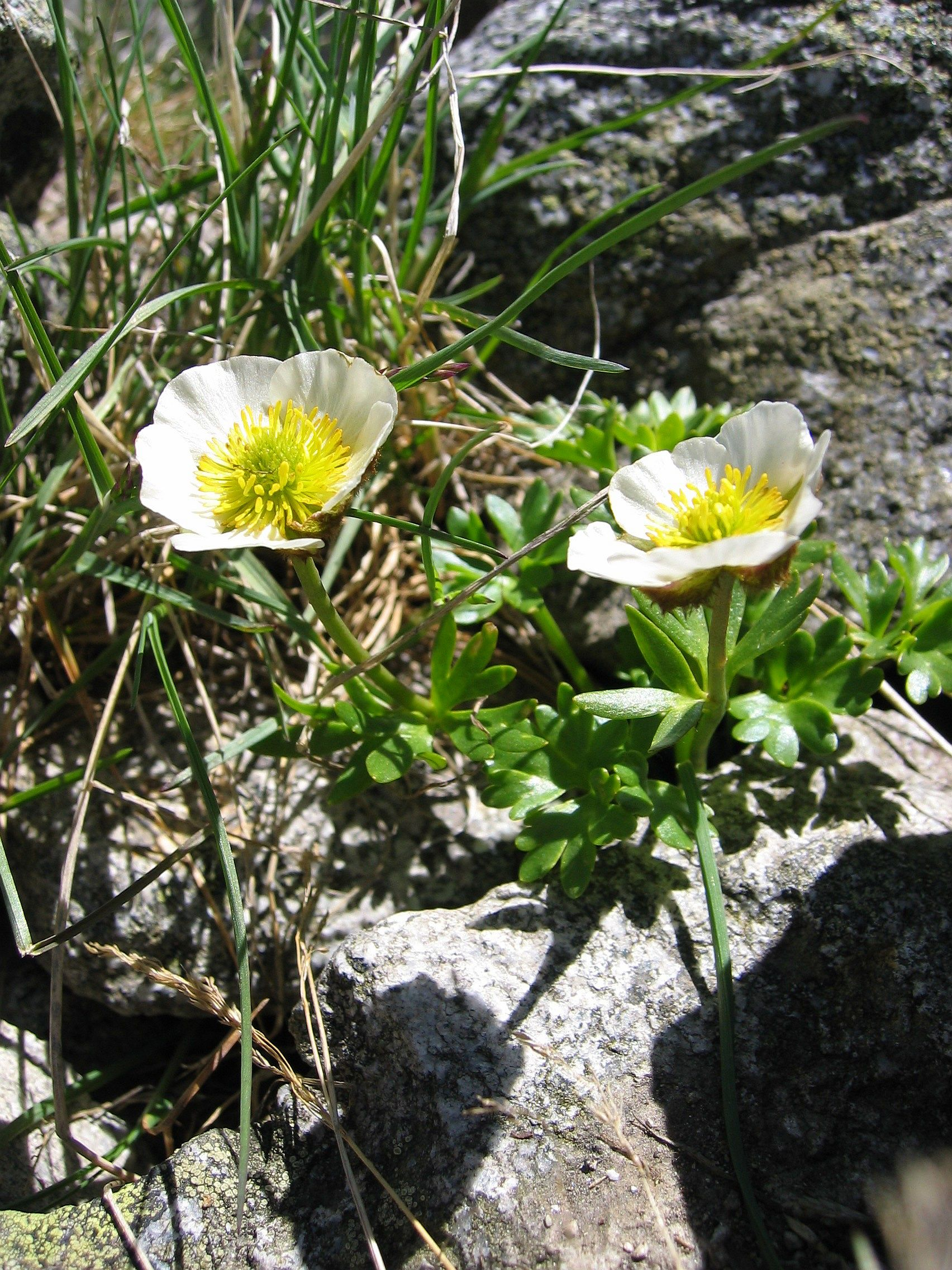
Ranunculus glacialis, una de las especies con flores blancas

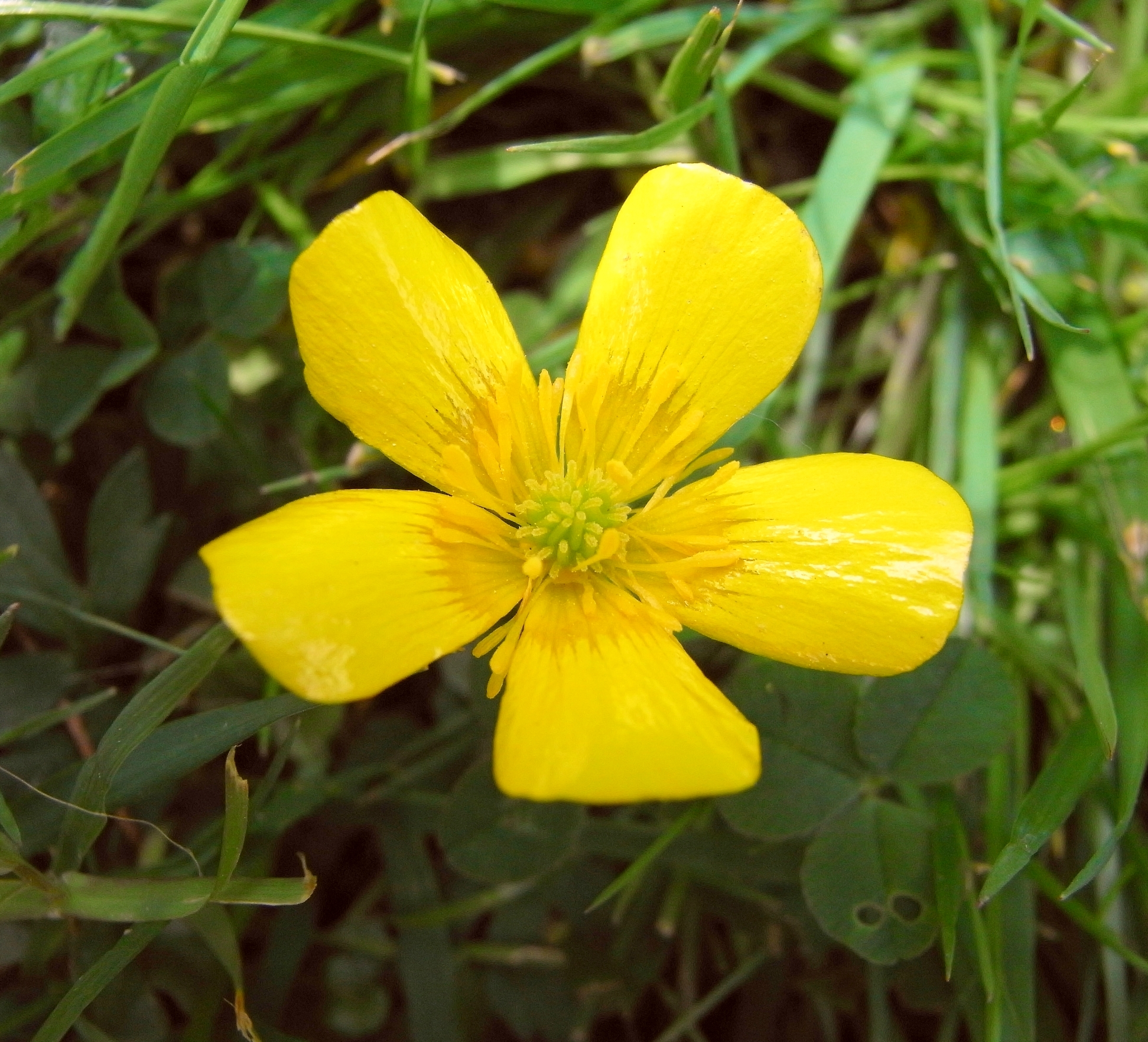
Ranunculus acris

Ranunculus es un género de cerca de 400 especies de plantas de la familia Ranunculaceae.
Son sobre todo plantas herbáceas perennes con flores amarillas o blancas (o blanco con centro amarillo), algunas son anuales y otras bienales. Otras tienen flores rojas o anaranjadas o como la R. auricomus que no tiene pétalos.
Las especies R. subgénero Batrachium que crecen en corrientes de agua, tienen dos tipos de hojas, unas para debajo del agua y otras flotantes.
Todas las especies son venenosas por su contenido en protoanemonina cuando son comidas por el ganado, pero su gusto acre hace que las desprecien.
Etimología
Ranunculus: nombre genérico que proviene del latín tardío que significa «ranita», diminutivo de «rana». Esto probablemente se refiere a muchas especies que se encuentran cerca del agua, como las ranas.

## Lista parcial de especies
- Ranunculus abnormis
- Ranunculus aducus
- Ranunculus acetosellifolius
- Ranunculus aconitifolius
- Ranunculus acraeus
- Ranunculus acris
- Ranunculus adoneus
- Ranunculus aduncus
- Ranunculus alnetorum
- Ranunculus alpestris
- Ranunculus amplexicaulis
- Ranunculus angustifolius
- Ranunculus aquatilis
- Ranunculus arvensis
- Ranunculus asiaticus
- Ranunculus auricomus
- Ranunculus barceloi
- Ranunculus batrachioides
- Ranunculus bulbosus
- Ranunculus bullatus
- Ranunculus bupleuroides
- Ranunculus californicus
- Ranunculus carinthiacus
- Ranunculus carlittensis
- Ranunculus chilensis
- Ranunculus cortusifolius
- Ranunculus cymbalaria
- Ranunculus demissus
- Ranunculus envalirensis
- Ranunculus ficaria
- Ranunculus flammula
- Ranunculus fluitans
- Ranunculus glaberrimus
- Ranunculus glacialis
- Ranunculus gouanii
- Ranunculus gramineus
- Ranunculus granatensis
- Ranunculus gregarius
- Ranunculus hederaceus
- Ranunculus henriquesii
- Ranunculus hispidus
- Ranunculus lapponicus
- Ranunculus laricifolius
- Ranunculus lateriflorus
- Ranunculus lingua
- Ranunculus longipes
- Ranunculus lyallii
- Ranunculus macrophyllus
- Ranunculus malessanus
- Ranunculus monspeliacus
- Ranunculus montserratii
- Ranunculus muricatus
- Ranunculus nigrescens
- Ranunculus nodiflorus
- Ranunculus occidentalis
- Ranunculus ollissiponensis
- Ranunculus ololeucos
- Ranunculus omiophyllus
- Ranunculus ophioglossifolius
- Ranunculus paludosus
- Ranunculus parnassifolius
- Ranunculus parviflorus
- Ranunculus peltatus
- Ranunculus penicillatus
- Ranunculus platanifolius
- Ranunculus polyanthemophyllus
- Ranunculus pseudomillefoliatus
- Ranunculus puberulus
- Ranunculus pygmaeus
- Ranunculus pyrenaeus
- Ranunculus repens
- Ranunculus ruscinonensis
- Ranunculus sardous
- Ranunculus sceleratus
- Ranunculus seguieri
- Ranunculus septentrionalis
- Ranunculus serpens
- Ranunculus sieboldii
- Ranunculus spicatus
- Ranunculus thora L. - rejalgar[3]
- Ranunculus trichophyllus
- Ranunculus trilobus
- Ranunculus tripartitus
- Ranunculus tuberosus
- Ranunculus valdesii
- Ranunculus weberbaueri
- Ranunculus weyleri
- Ranunculus wilanderi (es la planta que crece más al norte del mundo)[cita requerida]